# Kỷ Tây Lâu công
Kỷ Tây Lâu công (chữ Hán: 杞西楼公), là vị vua thứ hai của nước Kỷ - chư hầu nhà Chu trong lịch sử Trung Quốc.
Ông là con của Kỷ Đông Lâu công, họ Tự.
Sử ký không nêu rõ thời gian ông làm vua nước Kỷ bắt đầu và kết thúc khi nào. Các sự kiện lịch sử trong thời gian ông làm vua cũng không rõ. Sau khi ông mất, con ông là Kỷ Đề công lên nối ngôi vua.